# Centralna PPK
Centralna PPK (ros. ОАО Центральная пригородная пассажирская компания, Центральная ППК) – rosyjski przewoźnik kolejowy
Firma powstała w 2005 roku w związku z restrukturyzacją Kolei Rosyjskich. Została powołana do obsługi podmiejskich przewozów osobowych w aglomeracji Moskwy. Akcjonariuszami w spółce są: Koleje Rosyjskie (50%), samorząd miasta Moskwy (25%) i samorząd obwodu moskiewskiego (25%).